# Essex and Suffolk Border League

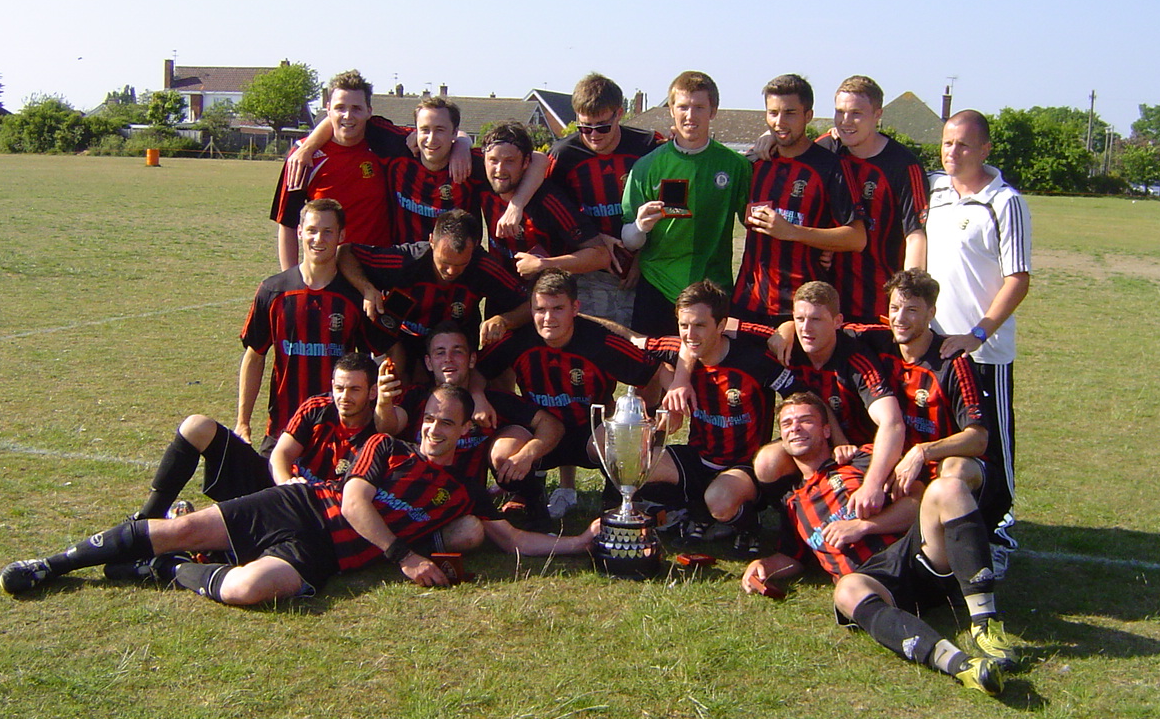
Brightlingsea Regent – Vô địch mùa giải 2010/11

Essex and Suffolk Border Football League là một giải đấu bóng đá Anh. Có tổng cộng 4 hạng đấu, dẫn đầu là Premier Division nằm ở Bậc 7 (hoặc Cấp độ 11) của National League System. Các câu lạc bộ đứng đầu có thể thăng hạng lên Eastern Counties League Division One.
Tất cả các câu lạc bộ đều tham dự Border League Knock-Out Cup. Mặc dù với tên giải đấu như vậy, các đội bóng đều năm ở Essex ngoại trừ Bures United có sân nhà ở Suffolk mặc dù ngôi làng nằm chình ình ở biên giới, đa phần nằm ở 15 dặm của Colchester.
Giải đấu thuộc biên chế của Essex County FA và Suffolk County FA.

## Lịch sử
Essex & Suffolk Border Football League chính thức thành lập năm 1911, mặc dù các ghi nhận cho thấy rằng giải đấu có nguồn gốc từ sự hợp nhất của Colchester & District League và Colchester Borough League. Các thành viên sáng lập của Border League ở mùa giải đầu tiên, 1911–12, bao gồm Clacton Town, Colchester Town, West Bergholt và West Mersea.
Trong suốt 100 năm, giải đấu có nhiều sự thay đổi, nhiều đội bóng lên thi đấu ở các cấp độ cao hơn. Có một xu hướng chồng lên đó là sự ra đi của các đội bóng lớn được thay thế bởi các đội bóng nhỏ hơn với cơ sở vật chất cơ bản. 20 năm trở lại đây, Border League vận hành 4 hạng đấu bao gồm một tỉ lệ rất lớn các đội Dự bị. Mùa giải 2005–06, giải đấu mất rất nhiều thành viên khi các đội dự bị của Eastern Counties League rút lui khỏi giải đấu. Một năm sau, một hạng đấu khác cũng giải thể với các đội bóng của Border League nhưng bây giờ họ đã có giải đấu dự bị riêng. Và bây giờ chỉ có 2 hạng đấu, với 16 đội ở Premier Division và 14 đội ở Division One. Có rất nhiều đại diện ở các ngôi làng nhưng một xu thế mới đang xảy ra sau sự chấp thuận của Barnston từ Division Three của Essex Olympian League và Newbury Forest từ Romford and District Football League trong London Borough of Redbridge.

## Các Câu lạc bộ mùa giải 2013–14

### Premier Division
| Câu lạc bộ              | Sân vận động              | Vị thứ ở mùa giải 2012–13         |
| ----------------------- | ------------------------- | --------------------------------- |
| Alresford Colne Rangers | Alresford                 | thứ 6                             |
| Barnston                | Barnston                  | thứ 8 ở Division One (thăng hạng) |
| Coggeshall Town         | Coggeshall                | thứ 2 ở Division One (thăng hạng) |
| Dedham Old Boys         | Dedham                    | thứ 13                            |
| Earls Colne             | Earls Colne               | thứ 8                             |
| Gas Recreation          | Colchester                | thứ 1                             |
| Great Bentley           | Great Bentley             | thứ 11                            |
| Harwich & Parkeston     | Harwich                   | thứ 5                             |
| Holland                 | Holland-on-Sea            | thứ 4                             |
| Lawford Lads            | Lawford                   | thứ 14                            |
| Little Oakley           | Little Oakley             | thứ 7                             |
| Tiptree Jobserve        | Tiptree                   | thứ 4 ở Division One (thăng hạng) |
| Tollesbury              | Tollesbury                | thứ 1 ở Division One (thăng hạng) |
| University of Essex     | Wivenhoe Park, Colchester | thứ 9                             |
| West Bergholt           | West Bergholt             | thứ 3                             |
| White Notley            | White Notley              | thứ 10                            |
| Source: Mitoo           |                           |                                   |

### Division One
| Câu lạc bộ                    | Sân vận động     | Vị thứ ở mùa giải 2012–13                        |
| ----------------------------- | ---------------- | ------------------------------------------------ |
| Alresford Colne Rangers Dự bị | Alresford        | thứ 1 ở Reserve Premier Division (thăng hạng)    |
| Boxted Lodgers                | Boxted           | thứ 10                                           |
| Bradfield Rovers              | Bradfield        | thứ 11                                           |
| Clacton United                | Clacton          | thứ 9                                            |
| Gosfield United               | Gosfield         | thứ 7                                            |
| Hatfield Peverel              | Hatfield Peverel | thứ 15 ở Premier Division (xuống hạng)           |
| Hedinghams United             | Sible Hedingham  | thứ 12 ở Premier Division (bị giáng xuống)       |
| Kirby Athletic                | Kirby Cross      | thứ 13                                           |
| Little Oakley Dự bị           | Little Oakley    | thứ 3 ở Reserve Premier Division (thăng hạng)    |
| Mersea Island                 | West Mersea      | thứ 12                                           |
| Panfield Bell                 | Panfield         | thứ 3 (là câu lạc bộ hợp nhất với Colne Engaine) |
| Rayne United                  | Rayne            | thứ 6                                            |
| West Bergholt Dự bị           | West Bergholt    | thứ 2 ở Reserve Premier Division (thăng hạng)    |
| Wormingford Wanderers         | Wormingford      | thứ 5                                            |
| Source: Mitoo                 |                  |                                                  |

### Division Two
- Barnston Dự bị
- Boxted Lodgers Dự bị
- Coggeshall Town Dự bị
- Colne Engaine
- Dedham Old Boys Dự bị
- Earls Colne Dự bị
- Gas Recreation Dự bị
- Great Bentley Dự bị
- Harwich & Parkeston Dự bị
- Hedinghams United Dự bị
- Holland Dự bị
- Tiptree Jobserve Dự bị

### Division Three
- Bradfield United Dự bị
- Bures United
- Colne Engaine Dự bị
- FC Clacton Dự bị
- Gosfield United Dự bị
- Hatfield Peverel Dự bị
- Lawford Lads Dự bị
- Mersea Island Dự bị
- Team Brantham
- White Notley Dự bị

## Các đội bóng cũ
Các đội bóng đã rời khỏi Essex & Suffolk Border Football League và đang thi đấu ở các cấp độ cao hơn bao gồm:
| - Brantham Athletic - Brightlingsea Regent - Bury Town - Clacton Town - Colchester Town - Cornard United | - Felixstowe Town - Crittall Athletic - Haverhill Rovers - Halstead Town - Heybridge Swifts - Long Melford | - Maldon Town - Newmarket Town - Saffron Walden Town - Stanway Rovers - Stowmarket Town - Sudbury Town | - Sudbury Wanderers - Team Bury - Tiptree United - Whitton United - Witham Town - Wivenhoe Town |

## Thư viện ảnh

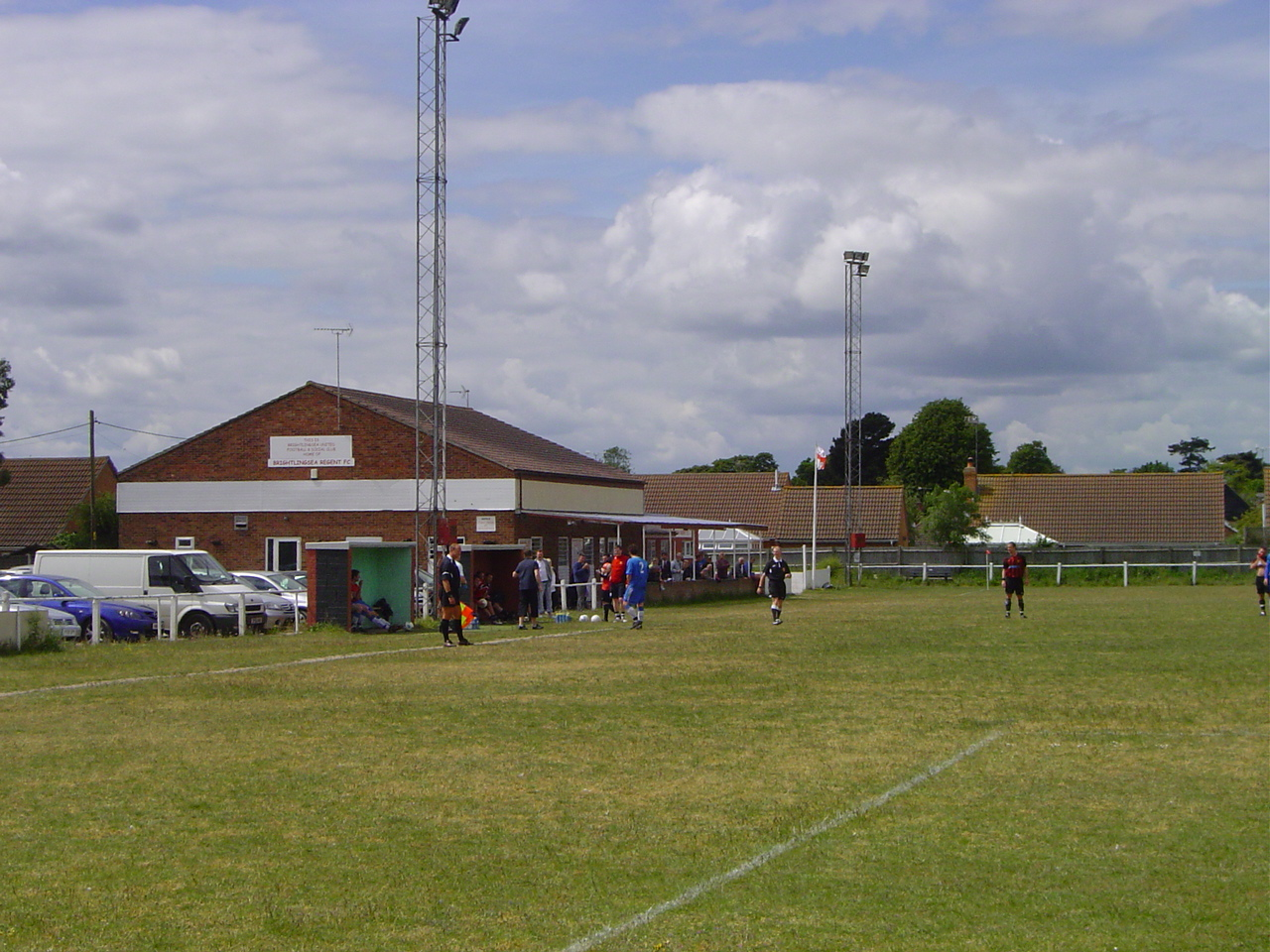
Brightlingsea Regent
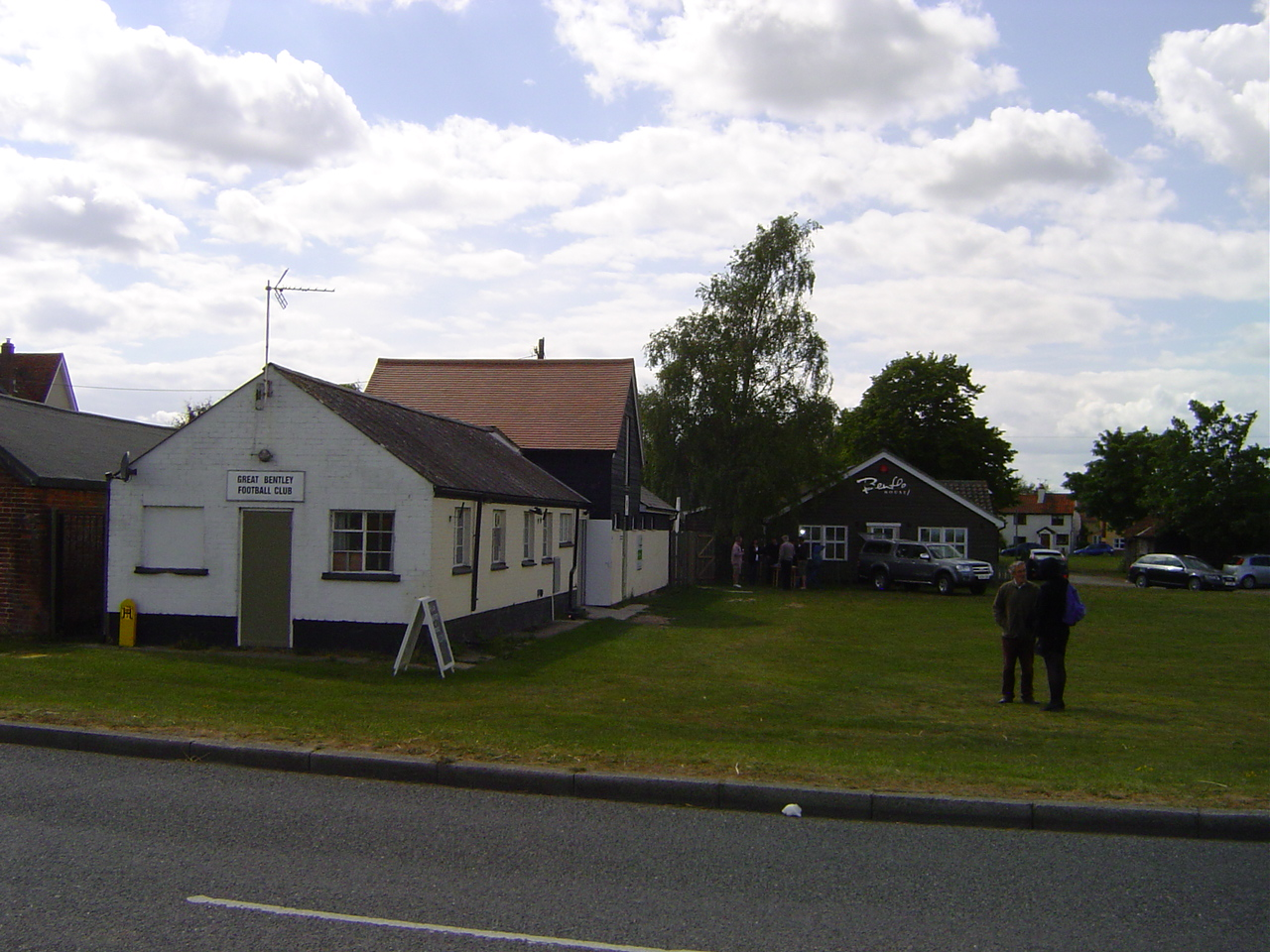
Great Bentley
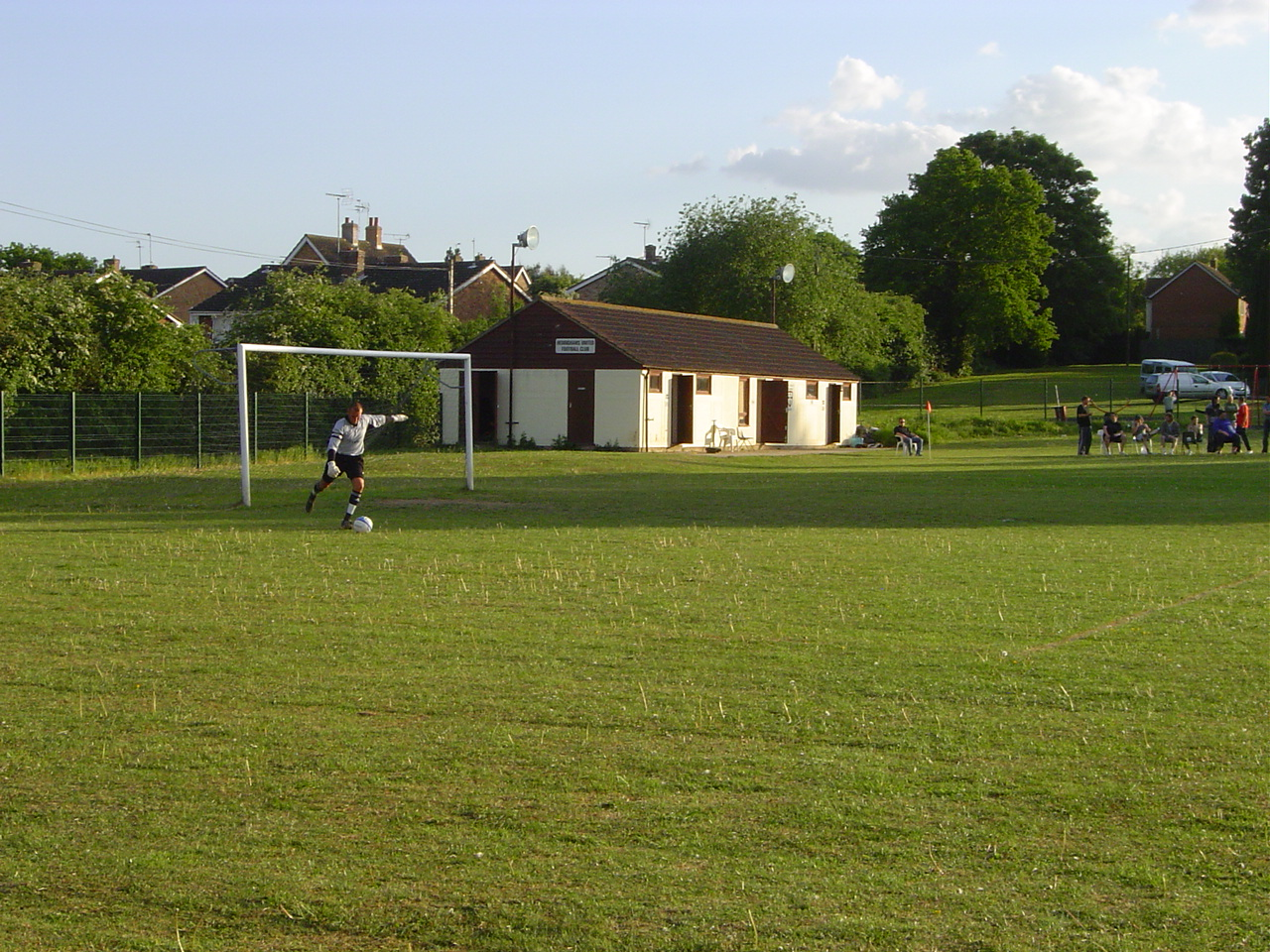
Hedinghams United
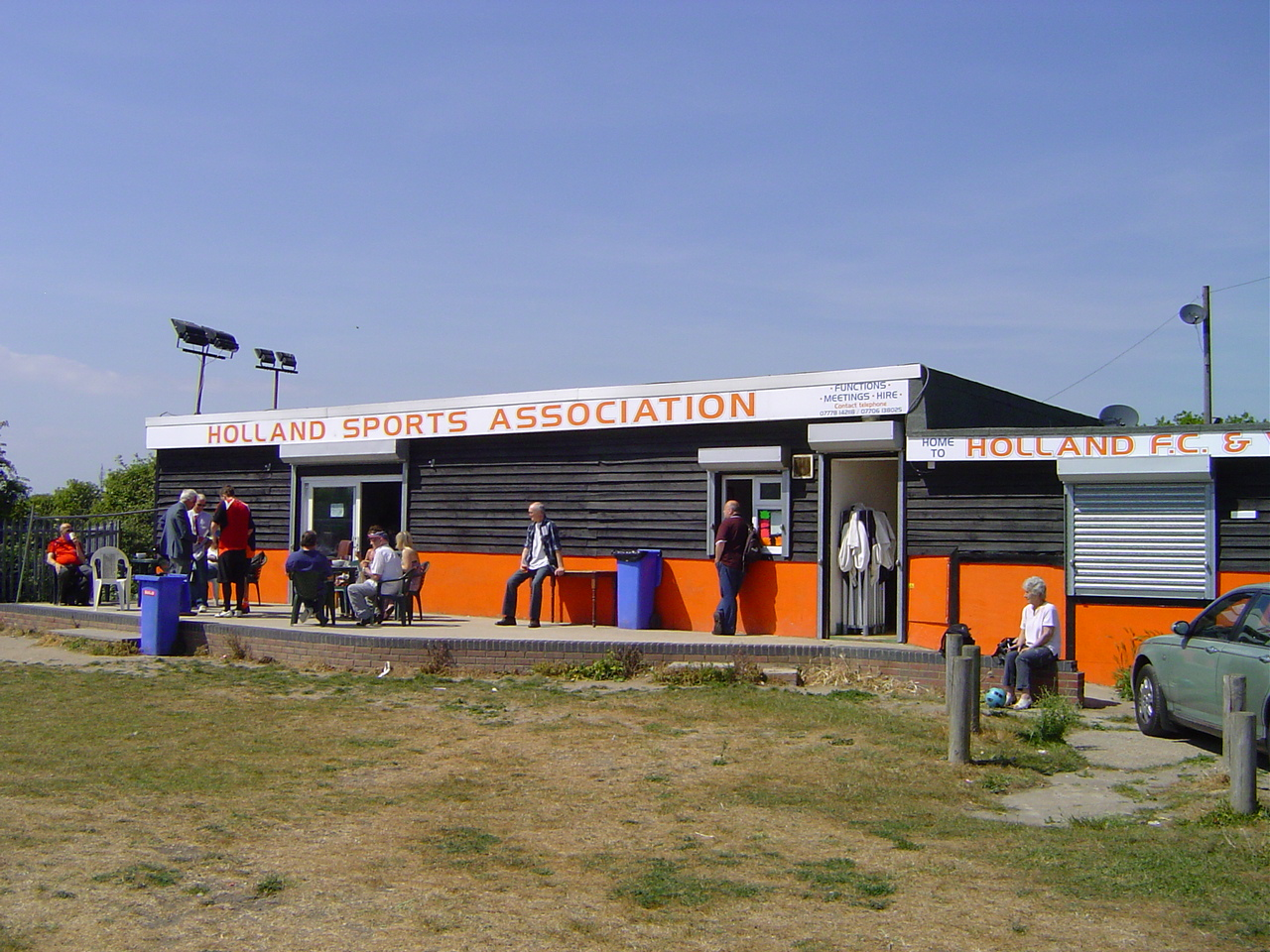
Holland
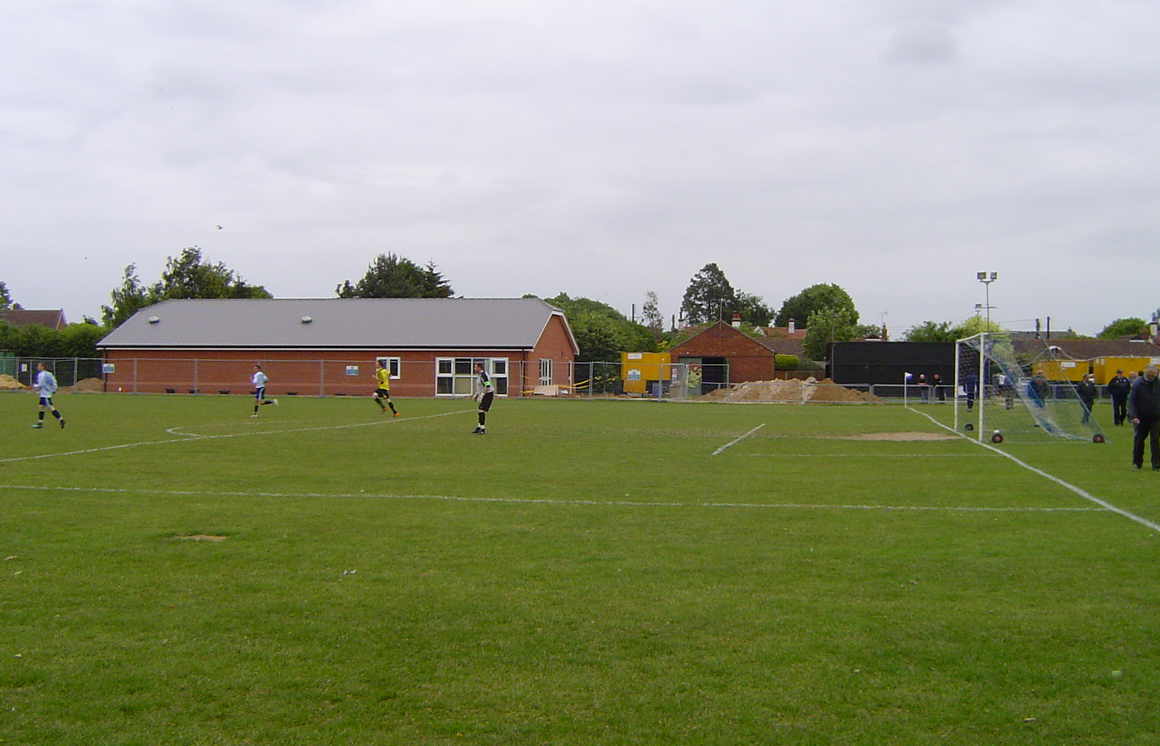
Lawford Lads
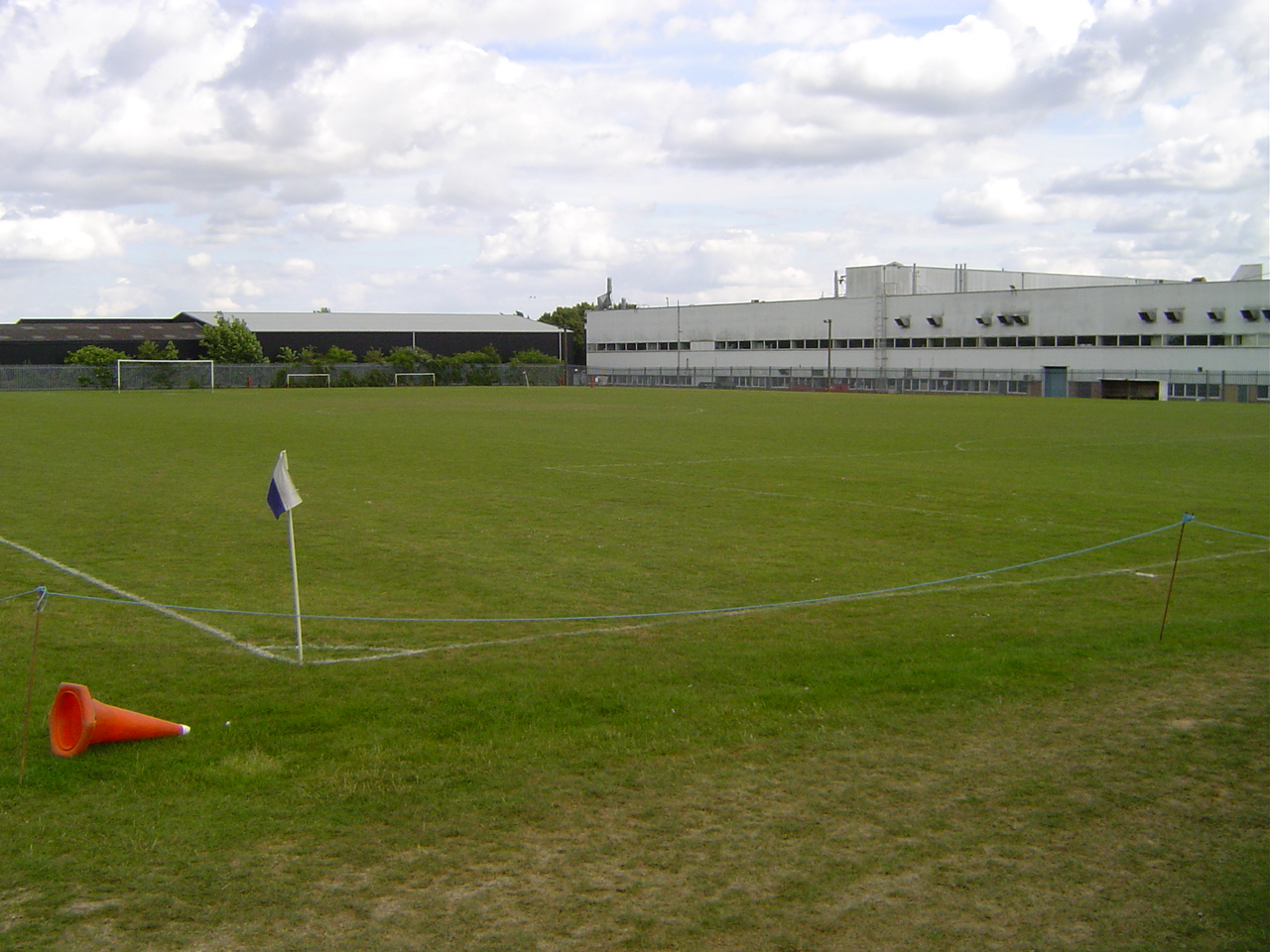
Sudbury Athletic

## Các nhà vô địch gần đây
Danh sách này không đầy đủ, bạn cũng có thể giúp mở rộng danh sách.
| Mùa giải | Premier Division     | Division One                 | Division Two           | Division Three             |
| -------- | -------------------- | ---------------------------- | ---------------------- | -------------------------- |
| 1995–96  | Gas Recreation       | Clacton Town Dự bị           | Silver End             | Kirby                      |
| 1996–97  | Gas Recreation       | Ipswich Wanderers Dự bị      | Cavendish              | Brightlingsea United Dự bị |
| 1997–98  |                      |                              |                        |                            |
| 1998–99  |                      |                              |                        |                            |
| 1999–00  |                      |                              |                        |                            |
| 2000–01  | West Bergholt        | Weeley Athletic              |                        |                            |
| 2001–02  | AFC Sudbury Dự bị    | Stanway Rovers Dự bị         | Whitton United Dự bị   | Weeley Athletic Dự bị      |
| 2002–03  | Rowhedge             | Alresford Colne Rangers      | Bury Town Dự bị        | Bradfield Rovers           |
| 2003–04  | Little Oakley        | Bury Town Dự bị              | Hatfield Peverel       | Witham Town Dự bị          |
| 2004–05  | Gas Recreation       | Hatfield Peverel             | Witham Town Dự bị      | Gosfield United            |
| 2005–06  | Gas Recreation       | Witham Town Dự bị            | Brightlingsea Regent   | Division Three disbanded   |
| 2006–07  | Gas Recreation       | West Suffolk College         | Great Bradfords        |                            |
| 2007–08  | Gas Recreation       | White Notley                 | Division Two disbanded |                            |
| 2008–09  | West Bergholt        | Holland                      |                        |                            |
| 2009–10  | Gas Recreation       | Wormingford Wanderers        |                        |                            |
| 2010–11  | Brightlingsea Regent | Lawford Lads                 |                        |                            |
| 2011–12  | West Bergholt        | Haverhill Sports Association |                        |                            |
| 2012–13  | Gas Recreation       | Tollesbury                   |                        |                            |
| 2013–14  | Gas Recreation       | Alresford Cone Rangers Dự bị | Gas Recreation Dự bị   | Team Brantham              |
| 2014–15  | West Bergholt        | Hatfield Peverel             | Cinque Port            |                            |